# Blops (álbum)
Blops es el primer álbum de la banda chilena Blops, lanzado en 1970 a través del sello DICAP, y grabado solamente en 12 horas.
Este disco es principalmente instrumental, e incluye el clásico de la música chilena, "Los Momentos"; el cual fue agregado a último momento al disco. Por esta razón el álbum, homónimo al igual que todos los que componen la discografía del grupo, es conocido en ocasiones como Los Momentos.
En abril de 2008, la edición chilena de la revista Rolling Stone situó a este álbum como el 37.º mejor disco chileno de todos los tiempos.

## Lista de temas
1. "Barroquita" (Juan Pablo Orrego) – 4:21
2. "Los momentos" (Eduardo Gatti) – 3:13
3. "La muerte del rey" (Orrego) – 4:08
4. "Niebla" (Gatti) – 2:00
5. "Vértigo" (Julio Villalobos) – 8:13
6. "La mañana y el jardín" (Orrego) – 3:49
7. "Santiago oscurece el pelo en el agua" (Villalobos) – 5:11
8. "Patita" (Orrego) – 3:45
9. "Atlántico" (Gatti) – 2:36
10. "Maquinaria" (Orrego) – 7:00

## Músicos

### Blops
- Eduardo Gatti – Guitarra, Voz
- Julio Villalobos – Guitarra, Piano, Voz
- Juan Pablo Orrego – Bajo, Xilófono, Voz
- Juan Contreras – Flauta, Órgano Eléctrico
- Sergio Bezard – Batería, Percusión